# Cot Gapustadion
Het Cot Gapustadion is een multifunctioneel stadion in Bireuën, een plaats in Indonesië. 
Het stadion wordt vooral gebruikt voor voetbalwedstrijden, de voetbalclubs PSSB Bireuen en FC Aceh United maken gebruik van dit stadion. In het stadion is plaats voor 15.000 toeschouwers. 